# Ceraspis setiventris
Ceraspis setiventris är en skalbaggsart som beskrevs av Moser 1921. Ceraspis setiventris ingår i släktet Ceraspis och familjen Melolonthidae. Inga underarter finns listade i Catalogue of Life.